# Jełyzaweta Kałanina
Jełyzaweta Wiktoriwna Kałanina (ukr. Єлизавета Вікторівна Каланіна, ur. 1 lutego 1995) – ukraińska judoczka. Olimpijka z Tokio 2020, gdzie zajęła dziewiąte miejsce w wadze ciężkiej.
Uczestniczka mistrzostw świata w 2018, 2019 i 2021. Startowała w Pucharze Świata w latach 2013-2018. Brązowa medalistka mistrzostw Europy w 2018 i 2020; piąta w 2017 i 2021. Trzecia na uniwersjadzie w 2013, a także na MŚ juniorów w 2015 roku.

## Letnie Igrzyska Olimpijskie 2020
| Konkurencja | Eliminacje            | Eliminacje          | Klas. końcowa |
| Konkurencja | Przeciwnik I          | Przeciwnik II       | Miejsce       |
| ----------- | --------------------- | ------------------- | ------------- |
| +78 kg      | Sonia Asselah (ALG) Z | Kayra Sayıt (TUR) P | 9.            |